# Gaute Heivoll
Gaute Heivoll (Finsland, Vest-Agder,  Noorwegen, 13 maart 1978) is een Noorse schrijver van kinderboeken, toneelstukken en romans. 

## Levensloop
Gaute Heivoll werd geboren in de plaats Finsland, een gehucht in de gemeente Songdalen dat ongeveer 35 km van Kristiansand ligt. Hij studeerde rechten aan de Universiteit van Oslo, psychologie aan de Universiteit van Bergen en hij volgde een hogere opleiding voor literaire schrijvers aan de Hogeschool Telemark en werkte daarna een tijd als docent Noors. 
Gaute debuteerde in 2002 met de bundel novellen Liten dansende gutt (kleine dansende jongen), gevolgd door de roman Omars siste dager (de laatste dagen van Omar) in 2003. Zijn negende boek, de roman Før jeg brenner ned (Voordat ik brand) werd later in meer dan 20 talen vertaald waaronder Nederlands, Duits, Pools, Zweeds,  Deens, Frans, Engels, Russisch, Hebreeuws en Italiaans.
Naast de uitgegeven boeken heeft Gaute ook bijdragen geleverd met novellen, gedichten en essays aan diverse bloemlezingen, kranten en literaire tijdschriften. Hij heeft een serie schrijfcursussen gegeven in Noorwegen en Frankrijk zowel voor jeugd als volwassenen. Verder werkte hij als literair criticus voor een dagblad. 
Hij schreef ook de teksten bij twee theatervoorstellingen met dans. In 2006 was hij de Noorse vertegenwoordiger op het Europees literatuurfestival Scritture Giovani. Bij deze gelegenheid werd werk van hem vertaald in het Engels, Duits, Italiaans en Spaans. Bovendien is zijn werk vertegenwoordigd in het Amerikaanse internettijdschrift Words without borders en White Ravens, een internationale bibliotheek voor jeugdboeken van hoge literaire kwaliteit. Een kinderboek van hem dat werd verfilmd (Himmelen bak huset, de hemel achter het huis) won een prijs in Chicago op het 31ste filmfestival voor kinderen. 

## Werken
- Postboks 6860 – bloemlezing (2000)
- Liten dansende gutt – proza (2002)
- Omars siste dager – roman (2003)
- Utskrift. Nye norske noveller – bloemlezing(2003)
- Ungdomssangen – roman (2005)
- Metaforenes tyranni? – bloemlezing (2005)
- Kjærlighetsdikt på bunnen av elva – gedicht (2006)
- Doktor Gordeau og andre noveller – novelle (2007)
- Himmelen bak huset – kinderboek (2008)
- Himmelarkivet – roman (2008)
- Ord for ord – bloemlezing (2009)
- Båten mellom stjernene – kinderboek (2010)
- Før jeg brenner ned – roman (2010) (Voordat ik brand Prometheus 2014, ISBN 9789044626643)
- Kongens hjerte – roman (2011)
- Svalene under isen – kinderboek (2012)
- Jeg kommer tilbake i kveld – toneelstuk (2012)
- Over det kinesiske hav – roman (2013)
- Femten fortellinger fra 150 år – proza (2013)
- Lyset om kvelden– kinderboek (2014)
- De fem årstidene– roman (2014)

- Bibsys: 1006543
- Bibliothèque nationale de France: cb166237212 (data)
- Gemeinsame Normdatei: 137006330
- International Standard Name Identifier: 0000 0001 2276 3971
- Library of Congress Control Number: no2002062887
- Nationale Bibliotheek van Tsjechië: xx0162887
- Nationale Bibliotheek van Israël: 987007477269505171
- Nederlandse Thesaurus van Auteursnamen: 333898265
- Istituto Centrale per il Catalogo Unico: UBOV091143
- LIBRIS: 353689
- Système universitaire de documentation: 150405847
- Virtual International Authority File: 11976083
- WorldCat: E39PBJccgQfFVvTCWrCKjkDwmd